# 包鼎
包鼎（1445年—？），字汝調，號舒菴，浙江嘉興府嘉興縣人，民籍，明朝政治人物。

## 生平
天順六年（1462年）壬午科浙江鄉試第二十六名舉人，成化十四年（1478年）戊戌科二甲第一百一名進士。授南京禮部主事，升郎中，出為池州府知府。

## 家族
曾祖包成甫；祖父包珪，恩例冠帶；父包俊。母王氏；繼母李氏。具慶下。弟包鼐（成化十四年進士）、包鼒、包鼏。妻沈氏。子包志、包憑。孫包節、包孝、包汴。